# Catherine Oxenberg
Catherine Oxenberg (Servisch: Катарина Оксенберг) (New York, 22 september 1961) is een Amerikaanse actrice, vooral bekend van de Amerikaanse soapserie Dynasty.
Ze is van koninklijke afkomst. Haar moeder is prinses Elisabeth van Joegoslavië en haar grootouders waren prins Paul van Joegoslavië en prinses Olga van Griekenland en Denemarken. Haar vader was Howard Oxenberg, een kleermaker en een goede vriend van de familie Kennedy.
Oxenberg is wereldberoemd geworden door haar rol van Amanda Carrington in de Amerikaanse soapserie Dynasty. Na twee seizoenen werd het contract van Oxenberg niet verlengd, nadat zij om een salarisverhoging vroeg. Producers moesten snel een vervangster zoeken, omdat de rol van Amanda Carrington al vooruit geschreven was.
Karen Cellini volgde Oxenberg op in de rol van Amanda, zij speelde de rol met weinig succes.
Naast haar rol in Dynasty heeft Oxenberg twee keer prinses Diana gespeeld, in de televisiefilms The Royal Romance of Charles and Diana (1982) en Charles and Diana: Unhappily Ever After (1994). Ze had ook een hoofdrol in de televisieserie Acapulco H.E.A.T. (1994). In 2005 was ze te zien in het realityprogramma I Married a Princess op de Amerikaanse kabelzender Lifetime.
In 1989 had ze een kortstondige relatie met de Amerikaanse presidentskandidaat John Kerry. Haar huwelijk met filmproducent Robert Evans in 1998 duurde negen dagen. Elf maanden later hertrouwde ze met de acteur Casper Van Dien. Het paar scheidde in 2015. Uit dit huwelijk werden twee dochters geboren (in 2001 en 2003), de naam van de vader van haar eerste dochter (in 1991) is niet bekendgemaakt. Deze dochter zat zeven jaar lang bij de sekte NXIVM
- Bibliothèque nationale de France: cb14213207z (data)
- CiNii: DA17096456
- Gemeinsame Normdatei: 141533080
- International Standard Name Identifier: 0000 0001 1447 4918
- Library of Congress Control Number: n2018051646
- Nationale bibliotheek van Australië: 41841882
- Nationale Bibliotheek van Polen: a0000001255889
- Nederlandse Thesaurus van Auteursnamen: 240063279
- Système universitaire de documentation: 092388183
- Trove: 1456422
- Virtual International Authority File: 70939656
- WorldCat: E39PBJjdkvm7JqcTY8d3DY3PcP